# Баркино (Нижегородская область)
Баркино — деревня в Богородском районе Нижегородской области. Входит в состав Алешковского сельсовета. Население 30 (2010) человек

## Общая физико-географическая характеристика
Географическое положение
По автомобильным дорогам расстояние до областного центра города Нижнего Новгорода составляет 53 км, до районного центра города Богородска — 8,9 км. Абсолютная высота 135 метров над уровнем моря.
Часовой пояс
Баркино, как и вся Нижегородская область, находится в часовой зоне МСК (московское время). Смещение применяемого времени относительно UTC составляет +3:00.

## История
В «Списке населенных мест» Нижегородской губернии по данным за 1859 год значится как владельческая деревня при пруде в 30 верстах от Нижнего Новгорода. Относилась ко второму стану Горбатовского уезда. В деревне насчитывалось 50 дворов и проживало 335 человек (145 мужчин и 190 женщин).

## Население
| 1999 | 2002 | 2010 |
| ---- | ---- | ---- |
| 37   | ↘32  | ↘30  |

Национальный состав
Согласно результатам переписи 2002 года, в национальной структуре населения русские составляли  94% из 32 человек.